# Maeva Méline
Pour les articles homonymes, voir Méline.
Maeva Méline est une chanteuse et comédienne française née le 20 janvier 1980 à Paris.

## Biographie

### Débuts
Influencée par les courants musicaux pop et folk, elle prend des cours de piano, puis de guitare et de chant, et mène en parallèle des études de droit. Grâce à des concerts avec son premier groupe jazz-funk dans de petites salles, la maison de disques Warner lui propose une première collaboration. Faute de résultats, la chanteuse décide d’arrêter la musique. Alors pendant deux ans elle travaille en tant qu'assistante marketing jusqu'à ce qu'elle se présente au casting de Mozart, l'opéra rock.

### Chanteuse et comédienne
En 2007, elle participe au casting de la septième saison de Star Academy. Elle est éliminée juste avant les prime times. En 2008, Maeva Méline est choisie pour interpréter le rôle de Nannerl, la sœur de Mozart dans la comédie musicale Mozart, l'opéra rock.
Elle chante en 2010 dans le film Clochette et l'Expédition féerique. La même année, elle est la voix française de la princesse Raiponce dans le film d'animation éponyme des studios Disney. En avril 2011, elle sort les singles : À Genoux et La Lumière. Elle prête également sa voix aussi pour deux chansons de la princesse Mérida du film Disney/Pixar Rebelle.
En 2013, elle participe à la deuxième saison de The Voice, la plus belle voix. À la suite de l'audition, elle intègre l'équipe de Louis Bertignac. Elle est éliminée lors du septième épisode, au stade des battles.
Elle est la doublure vocale de Jane dans le film Tarzan. Elle participe au spectacle Mozart, l'opéra rock en tournée dès septembre 2014 en France, en Suisse et en Belgique accompagné par un orchestre symphonique originaires de Kiev. À l'origine prévu pour le printemps 2014, il est reporté à la suite des évènements en Ukraine,.
En 2015, elle crée le projet musical Looking for Suzanne. Il s'agit de l'association de la chanteuse et de sa guitare. Le premier clip est une reprise, Les parfums de sa vie d'Art Mengo.

## Doublage

### Cinéma

#### Films d'animation
- 2009 : Clochette et l'Expédition féerique : Soliste pour la chanson Comment y croire
- 2010 : Raiponce : la princesse Raiponce[n 1]
- 2011 : La Colline aux coquelicots : Yūko
- 2012 : Rebelle : soliste des chansons
- 2012 : Le Mariage de Raiponce : Raiponce[n 1] (court-métrage)
- 2012 : Drôles d'oiseaux : Tiny
- 2014 : Tarzan : Jane Porter[7]
- 2014 : La Grande Aventure Lego : Unikitty[n 2]
- 2018 : Ralph 2.0 : Raiponce[n 1]
- 2019 : La Grande Aventure Lego 2 : Unikitty[n 2]
- 2023 : LEGO Disney Princesse : Les aventures au Château : Raiponce[n 1]
- 2023 : Il était une fois un studio : Raiponce[n 1] (court métrage)

### Télévision

#### Téléfilm d’animation
- 2017 : Raiponce : Moi, j'ai un rêve : Raiponce[n 1]

#### Séries télévisées
- 2019 : Four More Shots Please! (en) : Akanksha Moitra (Sapna Pabbi)
- 2024 : Chocolat amer : Fina (Lesslie Apodaca)

#### Séries d'animation
- 2011 : Diego et Ziggy : soliste
- 2013 : Mofy : Mofy (et interprète du générique)
- 2014[8] : JoJo's Bizarre Adventure : Stardust Crusaders : Sherry
- 2017-2020 : Raiponce, la série : Raiponce[n 1]
- 2017-2021 : Nella princesse chevalier : Princesse Nella
- 2018-2021 : 44 Chats : chants
- 2019-2020 : Dino Girl Gauko (en)[9] : Naoko/Gauko
- 2019-2021 : Bubulle Guppies : voix additionnelles
- 2020 : Drifting Dragons : Vanabelle
- 2021 : Battle Game in 5 Seconds (en) : Yuuri Amagake[10]
- 2021 : Black Clover : Richita (saison 4)
- depuis 2021 : Gabby et la Maison magique : Chouchou (voix parlée) et Fée Minette (voix chantée)
- 2022 : She Professed Herself Pupil of the Wise Man (en) : Fricka
- 2022 : Date A Live : Nia Hōnjo (saison 4 seulement)
- 2022 : Les Enquêtes sauvages : divers personnages
- 2022 : Love After World Domination : Anna Hōjo/Princesse Incandescente et la mère de Fudo
- depuis 2022 : The Eminence in Shadow : Alexia Midgar
- 2023 : Kung Fu Panda : Le Chevalier Dragon : Akna
- 2024 : Shangri-La Frontier : Peats
- 2024 : Oshi no ko : Abiko Samejima (saison 2)

### Jeu vidéo
- 2012 : Disney Princesses : Mon royaume enchanté : Raiponce

## Discographie

### Singles
| Année | Titre                    | Album                |
| ----- | ------------------------ | -------------------- |
| 2009  | Les Solos sous les draps | Mozart, l'opéra rock |
| 2009  | Le Bien qui fait mal     | Mozart, l'opéra rock |
| 2009  | Dors mon ange            | Mozart, l'opéra rock |
| 2009  | Penser l'impossible      | Mozart, l'opéra rock |
| 2009  | Debout les fous          | Mozart, l'opéra rock |
| 2010  | C'est bientôt la fin     | Mozart, l'opéra rock |
| 2011  | À genoux                 | —                    |
| 2011  | La Lumière               | —                    |
| 2012  | La Dernière Couche       | —                    |

### Duo
En 2013, elle chante California Summer End avec Helmut Fritz sur son album Décalage Immédiat.